# رایتیا (استان رومی)
رایتیا یا رائیتیا (انگلیسی: Raetia) یکی از ایالت‌های امپراتوری روم در سده ۵ (میلادی) بوده است. این استان بخشی از کشورهای لوکزامبورگ، ایتالیا، اتریش، سوئیس و آلمان کنونی بود.